# Omelette aux pommes de terre
L'omelette aux pommes de terre, rarement l'omelette de pommes de terre, et en vocabulaire professionnel l'omelette parmentier est une omelette fourrée de pommes de terres sautées ou frites, pliée ou non.
Souvent l'omelette aux pommes de terre et la tortilla aux pommes de terre (parfois tortilla española) sont confondues, voir données pour synonymes ce qu'elles ne sont pas. A la différence de l'omelette la tortilla est cuite des deux côtés (on la retourne souvent avec une assiette) à l'huile d'olive alors que l'omelette est classiquement cuite d'un seul côté, au beurre ou rarement à la graisse d'oie. La tortilla contient davantage de pomme de terre que l'omelette (une pomme de terre pour 1 œuf contre une cuillerée à café pour 1 œuf chez A. Bautte ou une pomme de terre pour 3 œufs). Enfin, l'omelette se plie ou se roule, ce qui est impossible avec une tortilla épaisse d'environ 5 cm sur toute sa surface. 

## Dénomination
La fréquence de omelette aux pommes de terre est beaucoup plus importante dans les livres numérisés que celle de omelette de pommes de terre. 
L'omelette Parmentier n'existe pas chez Parmentier (même si on lit le contraire) mais est nommée ainsi parce qu'elle contient des pommes de terre. 

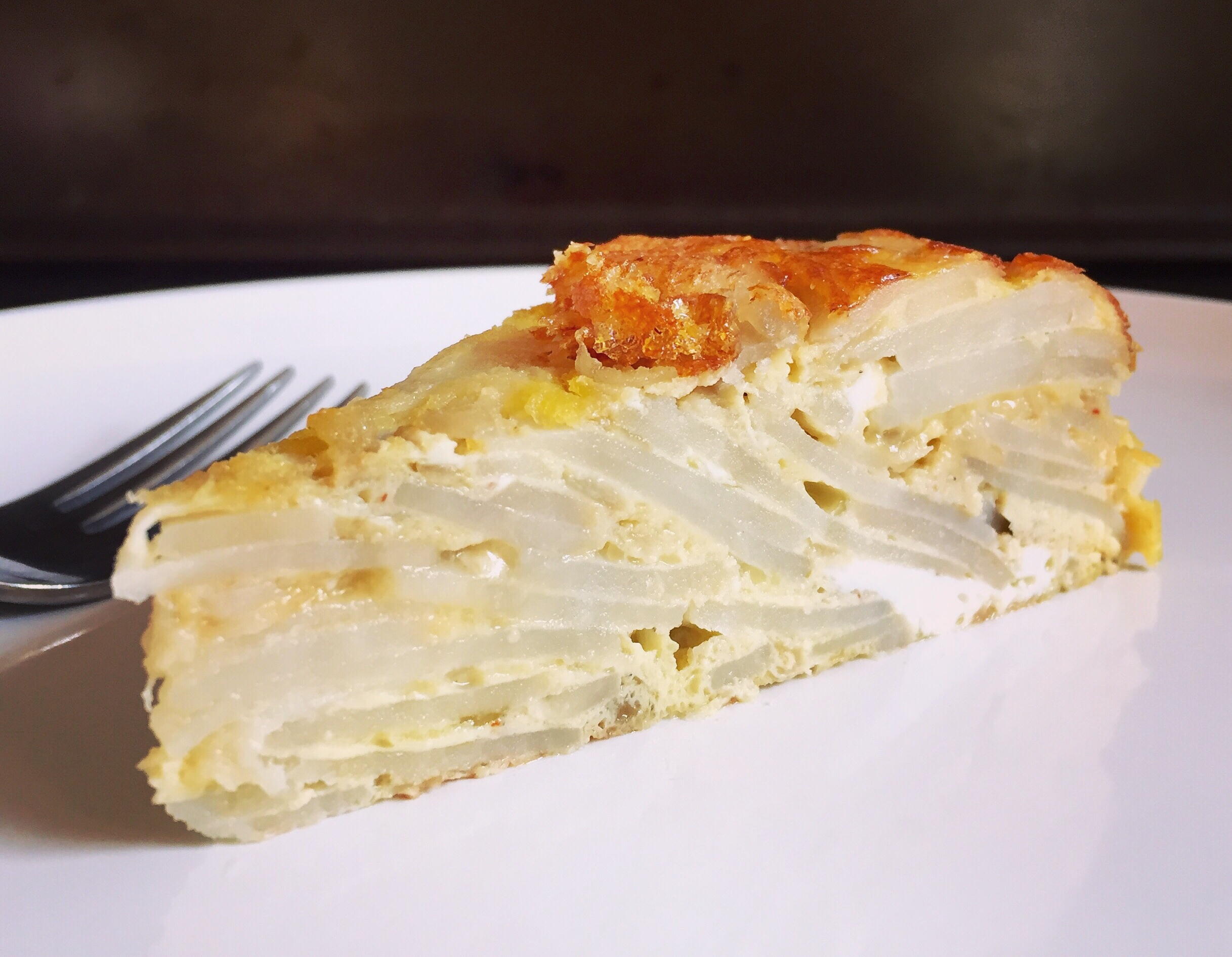
La tortilla española (de patata) roborative, épaisse et riche en pomme de terre ne doit pas être assimilée à une omelette aérienne et baveuse.

En anglais omelette Parmentier est bien distincte de spanish omelette ou spanish tortilla , de même en allemand Kartoffel Omelett se distingue de Spanisches Kartoffelomelett ou Tortilla, en chinois 土豆煎蛋卷 (tǔdòu jiān dàn juǎn) Pomme de terre/frire/rouleau d'œuf est une omelette aux pommes de terre parfaitement classique et roulée[réf. nécessaire] alors que 西班牙蛋卷 (xībānyá dàn juǎn) Espagne/rouleau d'œuf est la tortilla espagnole. Le portugais omelete de batata peut correspondre à une tortilla espagnole ou à une frittata (non retournée mais cuite au four).

Il reste que souvent la requête omelette de pommes de terre en français renvoie automatiquement à tortilla de pommes de terre.

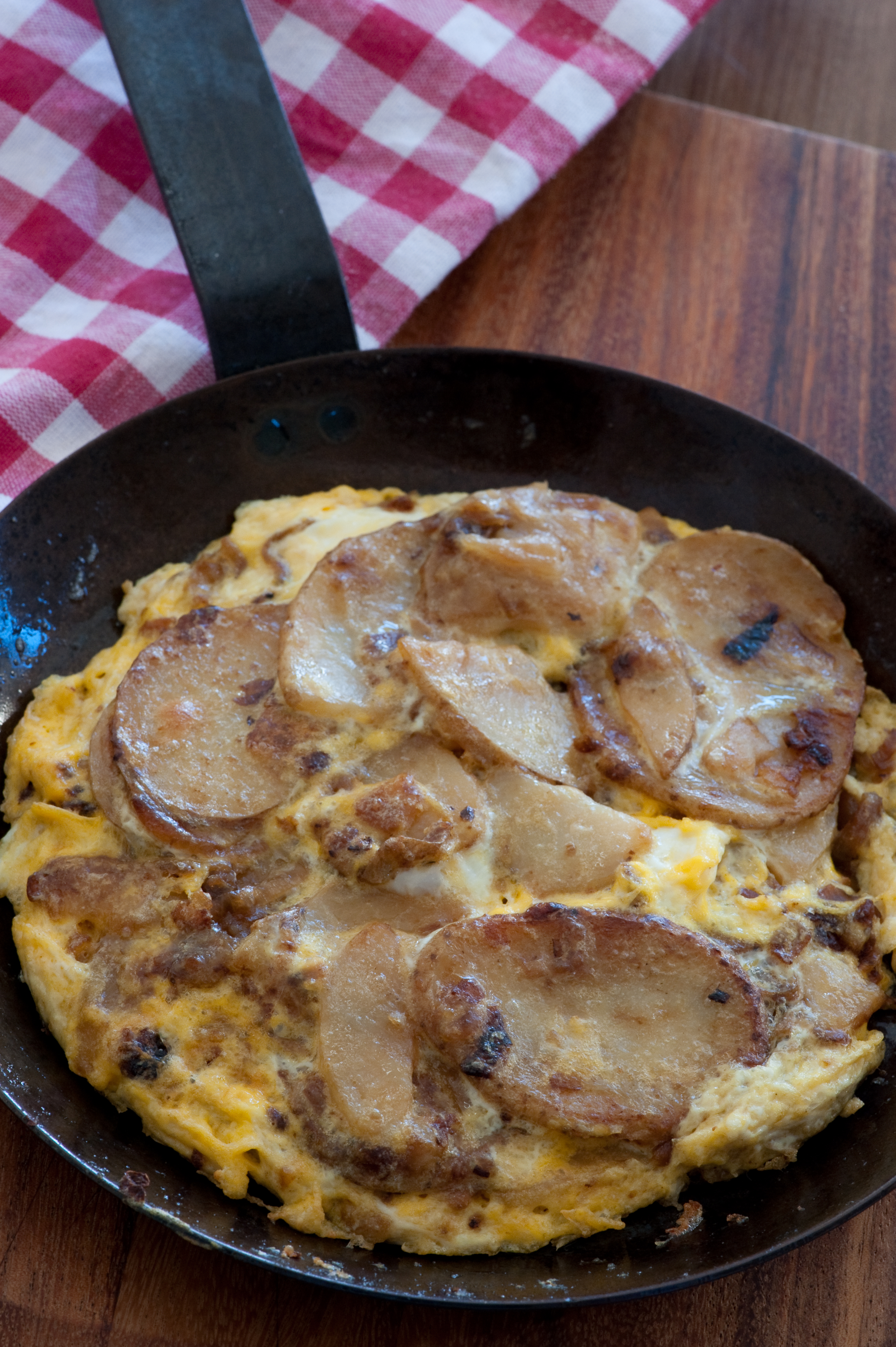
Pommes de terre en rondelles et lardons - omelette à la paysanne.

## Histoire
Alors que la tortilla de patatas est connue en Espagne depuis le XVIIIe siècle, avec de possibles origines plus anciennes, les expressions omelette aux pommes de terre et omelette Parmentier apparaissent tardivement dans la littérature française numérisé, vers 1860. 
Urbain Dubois (1876) donne sous le nom d'omelette aux pommes de terre une préparation hybride qui évoque la tortilla de patatas dans la mesure où elle est retournée, mais aussi l'omelette puisqu'elle doit rester plate et est cuite au beurre (il ne donne pas de proportions). La première recette d'omelette parmentier est donnée par Ferdinand Grandi (1898) c'est une omelette à la purée de pommes de terre (6 omelettes empilées séparées par des couches de purée). Catherine de Bonnechére (1900) mélange des pommes de terre frites avec les œufs battus cuits en omelette sans précision de quantité, Gustave Garlin (1890) verse les œufs battus sur les pommes de terre sautées, et plie son omelette à la fin de la cuisson. 
Escoffier en 1912 fixe la recette pour 3 œufs: «Omelette Parmentier. Ajouter aux œufs une pincée de persil haché et, juste au moment de verser ceux-ci dans la poêle, les additionner de 2 cuillerées de pommes de terre coupées en petits dés [proportion conservée dans Ma Cuisine (1932)], assaisonnées, sautées au beurre et brûlantes. Faire l'omelette comme d'habitude». Pellaprat donne 50 g de pommes de terre coupées en dés et gratinées pour 3 œufs.
En 1930,  Blondeau donne la seconde méthode qui deviendra la norme et qui consiste à poser les pommes de terres revenues au beurre sur l'omelette cuite à point avant de la pliernormalement en 3, parfois en 2.

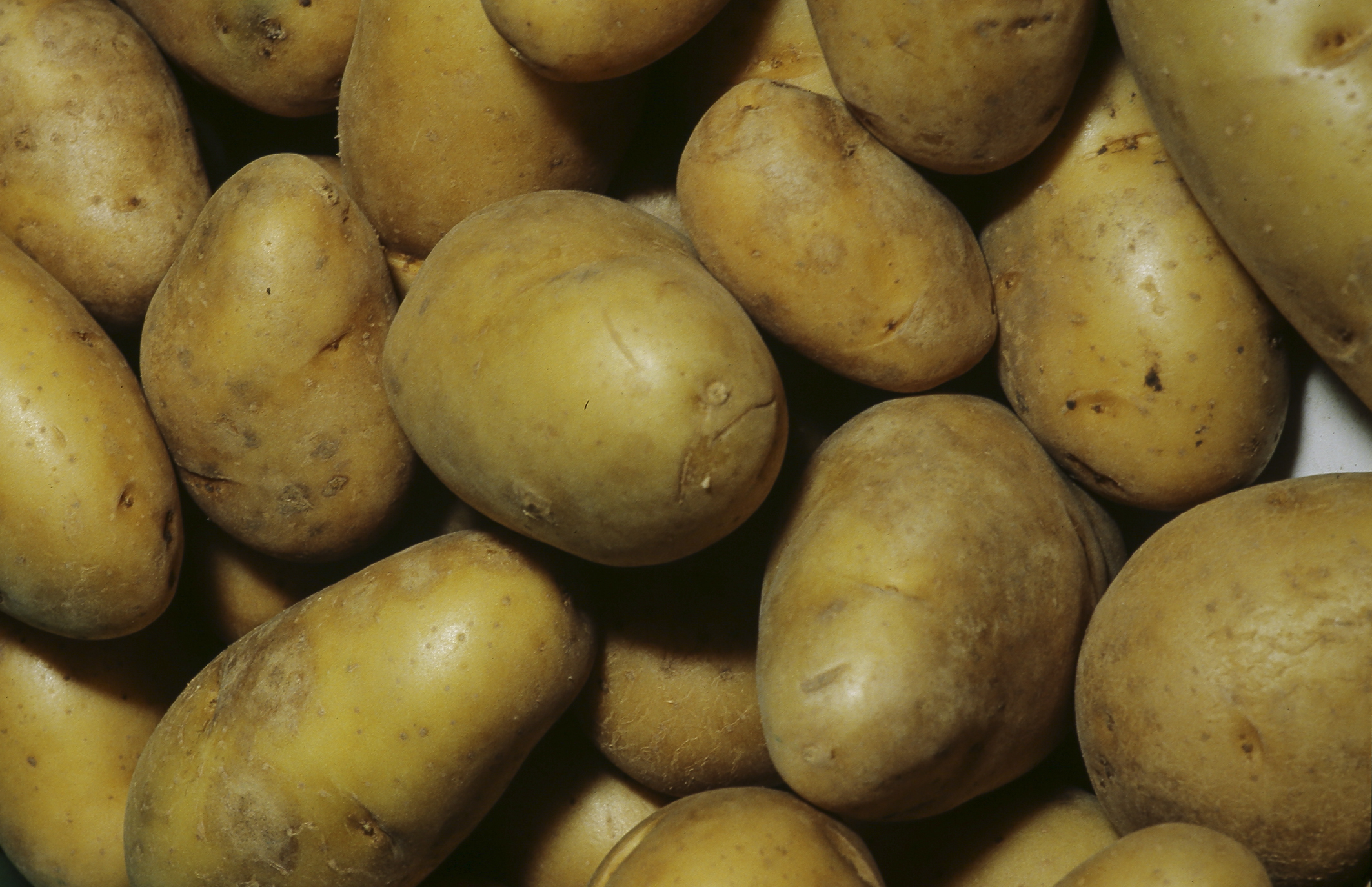
Charlotte, pommes de terre à chair ferme pour la cuisson à la vapeur, reste en cube dans la poêle

## Quelle pomme de terre utiliser dans l'omelette aux pommes de terre?
Les pommes de  terre sont cuites avant d'être mélangées aux œufs ou posées sur l'omelette avant pliage. On trouve souvent 2 étapes de cuisson: Prosper Montagné (1941) utilise des pommes de terre en robe des champs qu'il coupe en petits dés qu'il rissole au beurre, les pommes de terres bouillies se rencontrent. 
L'Institut Appert en 1906 précise le cultivar de pomme de terre à utiliser dans l'omelette Demidoff, il s'agit d'une pomme de terre hâtive (variété Marjolaine décrite en 1872) autrement dit une pomme de terre à cuisson rapide. Les variétés de pommes de terre vapeur/rissolée sont recommandées pour l'omelette soit type A pour les pommes sautées, rissolées (Belle de Fontenay) et type B polyvalentes, pomme de terre rissolée, à la vapeur (type Agata; Amandine). Nombreux auteurs ajoutent du persil, parfois de la ciboulette, du cerfeuil et de l'estragon. 
La découpe des pommes de terres cuites en dés (petits cubes de 1 cm) passés au beurre est fixée par Michel Maincent-Morel (2015). Mais l'utilisation directe de frites dans l'omelette est une alternative largement plébiscitée.

### Omelette aux frites, omelette frites, omelette frite
Dès l'apparition de l'omelette aux pommes de terres, en 1866, le Baron Brisse donne un menu avec une omelette de pommes de terres frites dont on ne sait si elles sont dans l'omelette ou une garniture d'accompagnement. Camille Craplet (Souvenirs d'une vétérinaire, 1995) décrit son aspect fantasmatique: «Moi mon rêve c'est une omelette aux frites! Ah des pommes de terre bien moelleuses, bien dorées et deux œufs par dessus». 
Le chipsi mayai est une omelette aux frites tanzanienne, le sandwich frites-omelette algérien est rempli d'une omelette elle-même pleine de frites et l'omelette aux frites belge est attestée dès la fin de la guerre et de la pénurie, en 1946, à Bruxelles. 
L'omelette nature servie avec des frites est un plat minimaliste emblématique des bistrots et des brasseries francophones: «je vais prendre une assiette de charcuterie et après une omelette nature avec des frites» (Cours de français pour anglophones, 2001), des restaurants minables («nous déjeunons dans un petit restaurant d'une omelette frites, il n'y avait rien d'autre»). Omelette/frites/salade repas des enfants après les courses au supermarché. L'omelette Jenner est une omelette aux pommes allumettes décorée de frites. La grande cuisine actuelle la revisite: Eric Fréchon (2014) à mis au point une omelette aux chips et oignons séchés qu'il pose sur l'omelette cuite avant de la rouler.
Ne pas confondre omelette et ou aux frites avec l'omelette frite, omelette sucrée tranchée passée dans un bain de friture. L'omelette à la Bruxelloise n'est pas une omelette aux frites mais une omelette aux chicons à la crème.

## Variantes
A. Bautte donne deux omelettes composées proches: l'omelette Savoyarde (pommes de terre, oignons frits au beurre et fromage de Gruyère), et l'omelette Demidoff (pommes de terre et truffes). 
L'omelette mancelle est une omelette mi pomme de terre mi artichaut. L'omelette à la paysanne est garnie de lard maigre en petits dés, de pommes de terre en rondelles, d'oseille et de cerfeuil.
Le matafan savoyard est une galette calorique et épaisse de pomme de terre avec la proportion de 10 pommes de terre pour 3 œufs. L'omelette Marie-Jeanne (20 g de lard de poitrine maigre et 30 g de pomme de terres pour 3 œufs) est une omelette. 
Chez les actuels, l'omelette (non pliée) aux lardons/mozarella contient des pommes de terre, du fromage et de la ventrèche.  
Frederick Elles et Sacha Sosno disent dans leur monographie sur l'omelette tenir de Georges Blanc la recette des crêpes vonnassiennes qui sont faites de pommes de terre en purée allongée de lait, de farine, d'œufs (6 œufs pour 500 g de pomme de terre) et de crème épaisse qu'on cuit à la poêle comme une crêpe. 

## Anthologie
- Omelette aux pomme de terre dans La Liberté, 19 octobre 1919[58].

« Les œufs sont très chers. On peut par certains procédés de préparation en doubler le volume et faire par exemple une omelette de quatre œufs qui aura l'apparence et la consistance de celles dans lesquelles il en entre huit, et elle sera moelleuse et savoureuse. Préparez une purée de pommes de terre [ ] Cassez dans deux terrines quatre œufs, blancs et jaunes séparés. Battez les blancs en neige. Ajoutez les jaunes à la purée [ ] avec persil haché et une muscade râpée. [ ] Battez les blancs en neige et ajoutez graduellement cette neige à la purée. Mettez dans la poêle... »